# Idea athesis
Idea athesis är en fjärilsart som beskrevs av Hans Fruhstorfer 1911. Idea athesis ingår i släktet Idea och familjen praktfjärilar. Inga underarter finns listade i Catalogue of Life.